# Orfeó Laudate

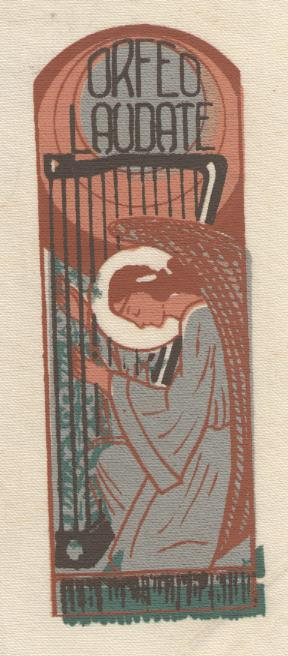
Senyera de l'Orfeó Laudate

L'Orfeó Laudate és una societat coral fundada a Barcelona, el 18 de juny de 1942 pel mestre Àngel Colomer i del Romero. Des de la seva creació s'ha dedicat al cultiu i desenvolupament de la música coral polifònica, així com de la música coral en general, posant especial èmfasi a promocionar la cançó popular catalana i d'arreu del món. És membre de la Federació Catalana d'Entitats Corals (FCEC), està integrada per una seixantena de veus mixtes.